# Mainzertor-Kaserne

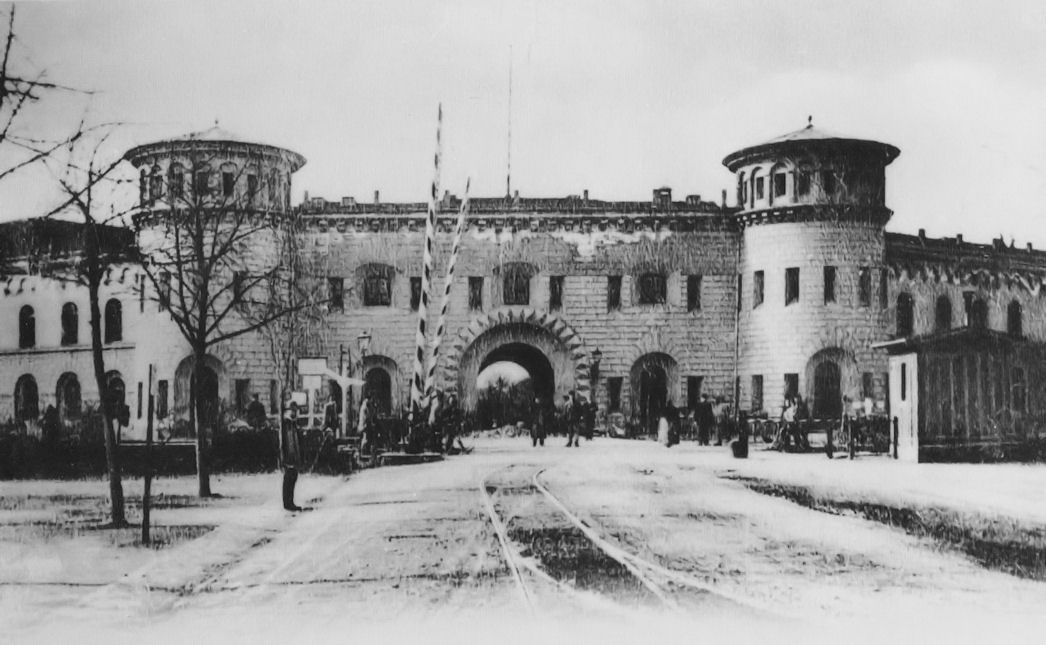
Das Mainzer Tor vor 1889

Die Mainzertor-Kaserne, ursprünglich Mainzer-Kasemattenkorps genannt, war eine Kaserne in Koblenz. Sie wurde von 1820 bis 1823 als Teil der preußischen Stadtbefestigung von Koblenz erbaut und war daher ein Teil der Festung Koblenz und Ehrenbreitstein. 

## Baubeschreibung

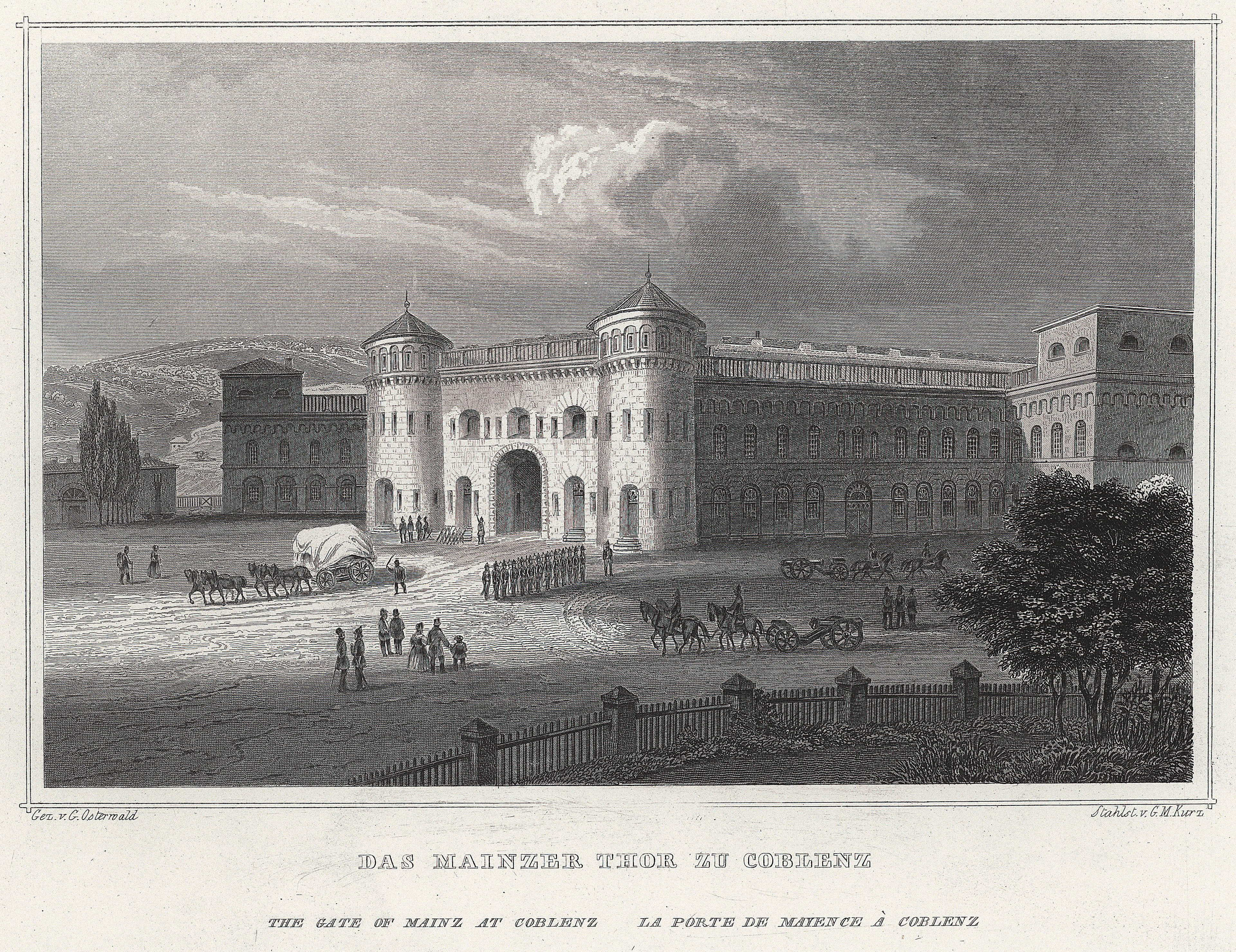
Perspektivische Ansicht (Mitte des 19. Jh.)

In ihren Grundzügen entsprach die Mainzertor-Kaserne der benachbarten Löhrtor-Kaserne. Das eigentliche Mainzer Tor bildete den mittleren Bau der insgesamt 138 Meter langen Anlage. Es fiel vor allem durch seine beiden runden Tortürme rechts und links der Durchfahrt auf. An das Tor schlossen rechts wie links je ein 34 Meter langes, zweistöckiges Kasemattenkorps an. Den Abschluss der Korps bildete je eine Flügelkasematte, die gleichzeitig als Grabenwehr diente. Auf diesen befand sich je ein Blockhaus. Der Anlage war ein trockener Graben als Annäherungshindernis vorgelagert, über den man eine Brücke zum Tor gelangen konnte.

## Geschichte
Das Mainzer Tor der preußischen Stadtbefestigung befand sich in der Nähe einer älteren, nicht mehr vorhandenen Toranlage gleichen Namens, so dass die alte Bezeichnung für die neue Anlage übernommen wurde. Das Grundkonzept des Torkasemattenkorps wird dem Brigadier Claudius le Bauld de Nans et Lagny (1767–1844) zugeschrieben und die Fassaden dem Platzingenieur von Koblenz Heinrich Adolph Buschbeck (1779–1833). 1824 wurde die Kaserne erstmals mit Truppen belegt, untergebracht war hier ein Bataillon des späteren Fußartillerieregiments Nr. 8. Eine erste Verbreiterung der Torpassage erfolgte 1873, 1880 wurden die Schießscharten durch Fenster ersetzt. Ein Jahr vor der Aufgabe der Stadtbefestigung 1890 wurde der komplette Mittelteil der Toranlage abgerissen. Vermutlich 1896 konnte die Stadt Koblenz die Kaserne käuflich erwerben. Sie ließ die Anlage ab Ende 1898 abtragen. Beim Bau der Unterführung von der Mainzer Straße zur Neustadt traten 1964 die Fundamente des Mainzer Tores zu Tage.
Zur Erinnerung an das Mainzer Tor waren am Haupteingang der von 1898 bis 1901 erbauten Städtischen Festhalle zwei Gedenktafeln (bas reliefs) angebracht, die den Zustand des Tores vor (links) und nach der Erweiterung von 1889 (rechts) darstellten. Eine der Tafeln, die den Zustand vor 1889 zeigt, existiert noch, die andere ging vermutlich bei der Sprengung der Hallenreste 1952 verloren. In Erinnerung an das einstige Stadttor wurden 1999 Teile der Julius-Wegeler-Straße, der Rizza- und der Mainzer Straße in Am Mainzer Tor umbenannt.